# 格伦·罗宾逊三世
格伦·阿倫·罗宾逊三世（英語：Glenn Alan Robinson III，1994年1月8日—）為美国男子篮球运动员，現效力於韓國籃球聯賽首爾三星雷霆。他是退役篮球运动员格伦·罗宾逊的儿子。
在2014年NBA選秀中，罗宾逊在第40順位被明尼蘇達木狼隊選中 。
2024年7月11日，罗宾逊表示與菲律賓籃球協會麥諾尼亞熱點簽下為期數月份的合約。9月6日，罗宾逊被沙巴茲·穆罕默德取代。2025年2月26日，韓國籃球聯賽首爾三星雷霆簽下罗宾逊三世頂替馬庫斯·德瑞克森。